# مقبرة نفر حتب الأصغر

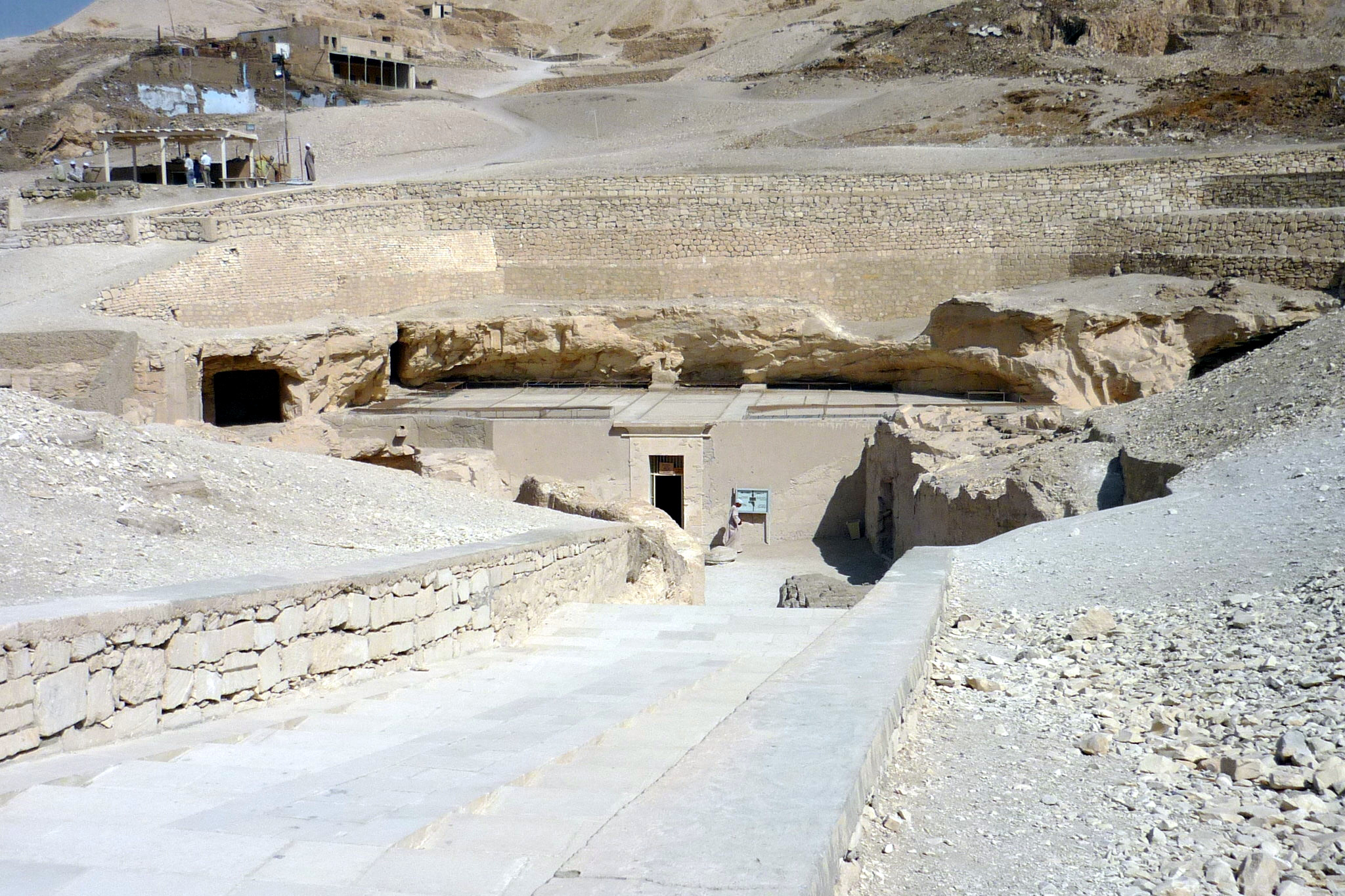
مقابر النبلاء في الأقصر.

مقبرة نفر حتب الأصغر، تحمل الرمز العالمي (TT216)، تقع في مقابر النبلاء، في دير المدينة، تضم رفاة حتب الأصغر، الذي عاش في نهاية الأسرة الثامنة عشر وبداية عهد الأسرة التاسعة عشر في دير المدينة خلال عهدي رمسيس الثاني، مرنبتاح وسيتي الثاني. كان ابن نب نفر (بالإنجليزية: Nebnefer)‏، وحفيد نفر حوتب (بالإنجليزية: Neferhotep)‏ الذين دفنوا في مقبرة رقم (TT6). وتعد المقبرة جزء من جبانة طيبة، على الضفة الغربية لنهر النيل، مقابل الأقصر. هو مكان دفن الحرفيين في مصر القديمة.